# Margaret Chutich
Margaret Helen Chutich (18 de junio de 1958) es una abogada y jueza estadounidense que ha sido jueza asociada de la Corte Suprema de Minnesota desde 2016, en que fue nombrada por el gobernador Mark Dayton. Es la primera jueza abiertamente gay de dicha Corte. Anteriormente fue magistrada en el Tribunal de Apelaciones de Minnesota.

## Biografía
Chutich fue pasante de la jueza Diana. E. Murphy, que fue la primera mujer nombrada como tal en el Tribunal Federal de Minnesota. Trabajó en la oficina del Fiscal General de Minnesota y posteriormente como Fiscal Federal Auxiliar para el Distrito de Minnesota. En 2008, fue nombrada vicedecana de la Humphrey School of Public Affairs de la Universidad de Minnesota. En 2011, Dayton la designó para el tribunal de apelaciones.
Chutich se graduó en Anoka High School, la Universidad de Minnesota y Michigan Law.
Está casada con la directora ejecutiva de Allina Health, Penny Wheeler, siendo la primera juez abiertamente gay en la Corte Suprema de Minnesota.
La pareja tuvo una hija, Olivia Chutich, que murió en la Universidad Estatal de Iowa el 22 de enero de 2021 a los 21 años.
Le gusta jugar al teñir, y habla con fluidez el croata, que estudió en la Universidad de Zagreb en 1980-81. Está incluida en la Lista de Honor del Título IX, que reconoce a 50 atletas, entrenadores, administradores, medios de comunicación y simpatizantes identificados por sus contribuciones al atletismo femenino en Minnesota.